# Araespor
Araespor es un género de escarabajos longicornios.

## Especies
- Araespor callosus Gressitt, 1959
- Araespor darlingtoni Gressitt, 1959
- Araespor gazellus Gressitt, 1959
- Araespor longicollis Thomson, 1878
- Araespor pallidus Gressitt, 1959
- Araespor pictus (Fauvel, 1906)
- Araespor quinquepustulatus (Montrouzier, 1861)